# وناغ (بني حيتم)
وناغ هو دُوَّار يقع بجماعة مكناسة الشرقية، إقليم تازة، جهة فاس مكناس في المملكة المغربية. ينتمي الدوّار لمشيخة بني حيتم التي تضم 20 دواوير. يقدر عدد سكانه بـ 77 نسمة حسب الإحصاء الرسمي للسكان والسكنى لسنة 2004.

## روابط خارجية
- البوابة الوطنية للجماعات الترابية
- المندوبية السامية للتخطيط